# Légúti panaszok (album)
A Légúti panaszok az Eichinger Quartet jazzformáció debütáló lemeze. Az albumot a Bahia Records jelentette meg 2001-ben. A lemezzel csak a fenti együttes debütált, hiszen a kvartett frontembere, Eichinger Tibor már nem egy jazz hanghordozón hagyta ott keze nyomát.
A számok között található groteszk tánczene parafrázis, energikus jazz-rock, balkáni, brazil és szving ritmusokra épülő, illetve groove-os szerzemény, amelyek sokszínűségük ellenére Eichinger Tibor egységes, kiforrott és egyéni zenei világát tükrözik.

## Számlista
1. Freely II [4:02]
2. Gyalogos átkelő [7:10]
3. Egy édes-bús délután [5:45]
4. "Rocco" balcanico [6:28]
5. Tetőtér [7:10]
6. Madrapur [7:13]
7. Pradel [6:51]
8. Tiszatrip [7:19]
9. Sevillai bordély [7:42]
10. Duó (Etűd) [2:05]
11. Légúti panaszok [7:05]